# Konyari (Debar)
Konyari (macedónul: Коњари) település Észak-Macedóniában, a Délnyugati körzet Debari járásában.

## Népesség
| Lakosok száma | 320  | 344  | 385  | 415  |      |
|               | 1948 | 1953 | 1961 | 1971 | 2002 |

2002-ben lakatlan település.